# Videkić Selo
Videkić Selo is een plaats in de gemeente Slunj in de Kroatische provincie Karlovac. De plaats telt 75 inwoners (2001).